# Lyndon Rush
Lyndon Rush (n. 24 noiembrie 1980, Humboldt⁠(d), Saskatchewan, Canada) este un bober ce a reprezentat Canada, medaliat olimpic. A participat la 2 ediții ale Jocurilor Olimpice (2010, 2014) în care a câștigat o medalie de bronz.